# Гупијер (Ивлен)
Гупијер (фр. Goupillières) је насељено место у Француској у региону Париски регион, у департману Ивлен.
По подацима из 2011. године у општини је живело 480 становника, а густина насељености је износила 85,26 становника/km².

## Демографија
| 1962. | 1968. | 1975. | 1982. | 1990. | 2011. |
| ----- | ----- | ----- | ----- | ----- | ----- |
| 207   | 234   | 289   | 282   | 357   | 480   |